# 亞德金瓦利 (北卡羅萊納州)
亞德金瓦利（英語：Yadkin Valley）是位於美國北卡羅萊納州考德威爾縣的非建制地區。

## 歷史
亞德金瓦利的郵局於1884年設立，其後於1953年停運。

## 地理
亞德金瓦利所處的海拔為高於海平面355米（即1165英呎），而該地所採用的時區為UTC-5，即北美东部时区（EST）。同時該地設有夏令時間，為UTC-5調快一小時，即UTC-4（EDT）。